# Radka Bečičková
Radka Bečičková, roz. Brožková (* 21. června 1984, Rovensko pod Troskami), je bývalá česká reprezentantka v orientačním běhu. Mezi její největší úspěchy patří třetí místo z middlu z mistrovství světa 2008 v Olomouci. V současnosti běhá za český klub SC Jičín a současně je členem švédského klubu OK Ravinen, za který startuje ve Skandinávii. Je sestrou Dany Brožkové, jež je historicky nejúspěšnější českou orientační běžkyní. Vystudovala 2. LF UK v Praze.

## Sportovní kariéra

### Umístění na MS a ME
| Přehled úspěchů na Mistrovství světa | Přehled úspěchů na Mistrovství světa | Přehled úspěchů na Mistrovství světa | Přehled úspěchů na Mistrovství světa | Přehled úspěchů na Mistrovství světa |
| Mistrovství světa                    | Sprint                               | Middle                               | Long                                 | Štafety                              |
| ------------------------------------ | ------------------------------------ | ------------------------------------ | ------------------------------------ | ------------------------------------ |
| Århus 2006                           | X                                    | 32. místo                            | 34. místo                            | X                                    |
| Kyjev 2007                           | 25. místo                            | 8. místo                             | X                                    | X                                    |
| Olomouc 2008                         | 17. místo                            | 3. místo                             | X                                    | 5. místo                             |
| Miskolc 2009                         | X                                    | 12. místo                            | 15. místo                            | 5. místo                             |
| Trondheim 2010                       | X                                    | 25. místo                            | X                                    | X                                    |

| Přehled úspěchů na Mistrovství Evropy | Přehled úspěchů na Mistrovství Evropy | Přehled úspěchů na Mistrovství Evropy | Přehled úspěchů na Mistrovství Evropy | Přehled úspěchů na Mistrovství Evropy |
| Mistrovství Evropy                    | Sprint                                | Middle                                | Long                                  | Štafety                               |
| ------------------------------------- | ------------------------------------- | ------------------------------------- | ------------------------------------- | ------------------------------------- |
| Otepää 2006                           | 32. místo                             | 25. místo                             | 36. místo                             | X                                     |
| Ventspils 2008                        | 6. místo                              | 6. místo                              | 25. místo                             | 5. místo                              |
| Primorsko 2010                        | 27. místo                             | 37. místo                             | 24. místo                             | 6. místo                              |

| Přehled úspěchů na Mistrovství světa juniorů | Přehled úspěchů na Mistrovství světa juniorů | Přehled úspěchů na Mistrovství světa juniorů | Přehled úspěchů na Mistrovství světa juniorů | Přehled úspěchů na Mistrovství světa juniorů |
| Mistrovství světa juniorů                    | Sprint                                       | Middle                                       | Long                                         | Štafety                                      |
| -------------------------------------------- | -------------------------------------------- | -------------------------------------------- | -------------------------------------------- | -------------------------------------------- |
| Polva 2003                                   | X                                            | 19. místo                                    | 9. místo                                     | X                                            |
| Gdaňsk 2004                                  | X                                            | 2. místo                                     | 9. místo                                     | 4. místo                                     |

### Umístění na MČR
| Umístění na Mistrovství České republiky v orientačním běhu | Umístění na Mistrovství České republiky v orientačním běhu | Umístění na Mistrovství České republiky v orientačním běhu | Umístění na Mistrovství České republiky v orientačním běhu | Umístění na Mistrovství České republiky v orientačním běhu | Umístění na Mistrovství České republiky v orientačním běhu | Umístění na Mistrovství České republiky v orientačním běhu | Umístění na Mistrovství České republiky v orientačním běhu | Umístění na Mistrovství České republiky v orientačním běhu | Umístění na Mistrovství České republiky v orientačním běhu | Umístění na Mistrovství České republiky v orientačním běhu | Umístění na Mistrovství České republiky v orientačním běhu |
| Ročník                                                     | Kategorie                                                  | Klasická                                                   | Krátká                                                     | Sprint                                                     | Dlouhá                                                     | Noční                                                      | Ranking                                                    | Členství v klubu                                           | Štafety                                                    | Kluby                                                      | Sprint. štafety                                            |
| ---------------------------------------------------------- | ---------------------------------------------------------- | ---------------------------------------------------------- | ---------------------------------------------------------- | ---------------------------------------------------------- | ---------------------------------------------------------- | ---------------------------------------------------------- | ---------------------------------------------------------- | ---------------------------------------------------------- | ---------------------------------------------------------- | ---------------------------------------------------------- | ---------------------------------------------------------- |
| MČR 1999                                                   | D16 – mladší dorostenky                                    | 2. místo                                                   | 2. místo                                                   |                                                            |                                                            |                                                            | 665. místo                                                 | TJ Sokol Rovensko pod Troskami                             |                                                            |                                                            |                                                            |
| MČR 1999                                                   | D21 – ženy                                                 |                                                            |                                                            |                                                            |                                                            |                                                            |                                                            | Sportcentrum Jičín                                         |                                                            | 7. místo                                                   |                                                            |
| MČR 2000                                                   | D16 – mladší dorostenky                                    | 13. místo                                                  | 2. místo                                                   |                                                            |                                                            | 4. místo                                                   | 566. místo                                                 | TJ Sokol Rovensko pod Troskami                             |                                                            |                                                            |                                                            |
| MČR 2000                                                   | D18 – starší dorostenky                                    |                                                            |                                                            |                                                            | 6. místo                                                   |                                                            |                                                            | TJ Sokol Rovensko pod Troskami                             |                                                            |                                                            |                                                            |
| MČR 2001                                                   | D18 – starší dorostenky                                    | 4. místo                                                   | 2. místo                                                   | 5. místo                                                   | 3. místo                                                   |                                                            | 608. místo                                                 | TJ Sokol Rovensko pod Troskami                             |                                                            |                                                            |                                                            |
| MČR 2002                                                   | D18 – starší dorostenky                                    | 2. místo                                                   |                                                            |                                                            | 5. místo                                                   | 6. místo                                                   | 506. místo                                                 | TJ Sokol Rovensko pod Troskami                             |                                                            |                                                            |                                                            |
| MČR 2003                                                   | D20 – juniorky                                             | 4. místo                                                   | 5. místo                                                   | 13. místo                                                  | 7. místo                                                   | 3. místo                                                   | 24. místo                                                  | Sportcentrum Jičín                                         |                                                            |                                                            |                                                            |
| MČR 2003                                                   | D21 – ženy                                                 |                                                            |                                                            |                                                            |                                                            |                                                            |                                                            | Sportcentrum Jičín                                         | 2. místo                                                   | 2. místo                                                   |                                                            |
| MČR 2004                                                   | D20 – juniorky                                             | 1. místo                                                   | 6. místo                                                   | 6. místo                                                   | 3. místo                                                   |                                                            | 10. místo                                                  | Sportcentrum Jičín                                         |                                                            |                                                            |                                                            |
| MČR 2004                                                   | D21 – ženy                                                 |                                                            |                                                            |                                                            |                                                            |                                                            |                                                            | Sportcentrum Jičín                                         | 3. místo                                                   | 1. místo                                                   |                                                            |
| MČR 2005                                                   | D21 – ženy                                                 | 8. místo                                                   |                                                            | 13. místo                                                  |                                                            |                                                            | 6. místo                                                   | Sportcentrum Jičín                                         | 6. místo                                                   | 5. místo                                                   |                                                            |
| MČR 2006                                                   | D21 – ženy                                                 | 2. místo                                                   |                                                            |                                                            |                                                            |                                                            | 6. místo                                                   | Sportcentrum Jičín                                         |                                                            |                                                            |                                                            |
| MČR 2007                                                   | D21 – ženy                                                 | 1. místo                                                   |                                                            | 1. místo                                                   |                                                            |                                                            | 7. místo                                                   | Sportcentrum Jičín                                         | 3. místo                                                   | 3. místo                                                   |                                                            |
| MČR 2008                                                   | D21 – ženy                                                 |                                                            | 2. místo                                                   | 1. místo                                                   | 2. místo                                                   |                                                            | 15. místo                                                  | Sportcentrum Jičín                                         |                                                            |                                                            |                                                            |
| MČR 2009                                                   | D21 – ženy                                                 | 6. místo                                                   | 16. místo                                                  | 17. místo                                                  |                                                            |                                                            | 139. místo                                                 | Sportcentrum Jičín                                         |                                                            |                                                            |                                                            |
| MČR 2010                                                   | D21 – ženy                                                 | 7. místo                                                   | 1. místo                                                   |                                                            |                                                            |                                                            | 33. místo                                                  | Sportcentrum Jičín                                         | 2. místo                                                   | 3. místo                                                   |                                                            |
| MČR 2011                                                   | D21 – ženy                                                 | 14. místo                                                  |                                                            |                                                            |                                                            |                                                            | 19. místo                                                  | Sportcentrum Jičín                                         | 3. místo                                                   | 9. místo                                                   |                                                            |
| MČR 2012                                                   | D21 – ženy                                                 |                                                            | 3. místo                                                   | 21. místo                                                  |                                                            | 36. místo                                                  | Sportcentrum Jičín                                         | 2. místo                                                   | 3. místo                                                   |                                                            |                                                            |
| MČR 2013                                                   | D21 – ženy                                                 | 5. místo                                                   | 2. místo                                                   | 27. místo                                                  |                                                            | 84. místo                                                  | Sportcentrum Jičín                                         | 2. místo                                                   | 2. místo                                                   |                                                            |                                                            |
| MČR 2014                                                   | D21 – ženy                                                 |                                                            |                                                            |                                                            |                                                            | 469. místo                                                 | Sportcentrum Jičín                                         | 13. místo                                                  | 11. místo                                                  |                                                            |                                                            |